# We Are What We Are
Pour plus de détails, voir Fiche technique et Distribution.
We Are What We Are est un thriller franco-américain coécrit, réalisé et monté par Jim Mickle, sorti en 2013. Il s'agit d'un remake de Ne nous jugez pas réalisé par Jorge Michel Grau en 2010.

## Synopsis
Derrière les portes closes de leur maison, le patriarche, Franck, dirige la famille Parker avec rigueur et fermeté, déterminé à perpétuer une coutume ancestrale à tout prix, à la suite du décès brutal de leur mère, les aînées, Iris et Rose Parker, vont devoir s'occuper de leur jeune frère Rory. Elles devront faire face à leurs nouvelles responsabilités et n'ont d'autre choix que de s'y soumettre.
Alors qu'une tempête torrentielle s'abat sur la région, les autorités locales découvrent que les Parker cachent un terrible secret...

## Fiche technique
- Titre original : We Are What We Are
- Réalisation : Jim Mickle
- Scénario : Nick Damici et Jim Mickle d'après le scénario original de Jorge Michel Grau
- Direction artistique : Russell Barnes
- Décors : Ada Smith
- Costumes : Liz Vastola
- Montage : Jim Mickle
- Musique :
- Photographie : Ryan Samul
- Son :
- Production : Rodrigo Bellott, Andrew Corkin, Nicholas Shumaker et Jack Turner
- Sociétés de production : Memento Films, Uncorked Productions et The Zoo
- Sociétés de distribution :  Entertainment One
- Pays d'origine :  France/ États-Unis
- Budget :
- Langue : anglais
- Durée :
- Format : couleur - 35 mm - 2.35:1 - Son Dolby numérique
- Genre : drame, horreur et thriller
- Dates de sortie
- États-Unis : 18 janvier 2013 (festival du film de Sundance)
- Interdit aux moins de 12 ans

## Distribution
- Kelly McGillis : Marge
- Michael Parks : « Doc » Barrow
- Wyatt Russell : le shérif Anders
- Ambyr Childers : Iris Parker
- Julia Garner : Rose Parker
- Bill Sage : Frank Parker
- Odeya Rush : Alyce Parker

## Distinctions

### Nominations et sélections
- Festival de Cannes 2013 : en compétition, sélection « Quinzaine des réalisateurs »
- Festival du cinéma américain de Deauville 2013 : sélection officielle
- Festival du film de Sundance 2013 : sélection hors compétition « Park City at Midnight »
- Festival du film de Sydney 2013 : sélection « Freak Me Out »
- Festival international du film fantastique de Gérardmer 2014